# HMS Devonshire (1929)

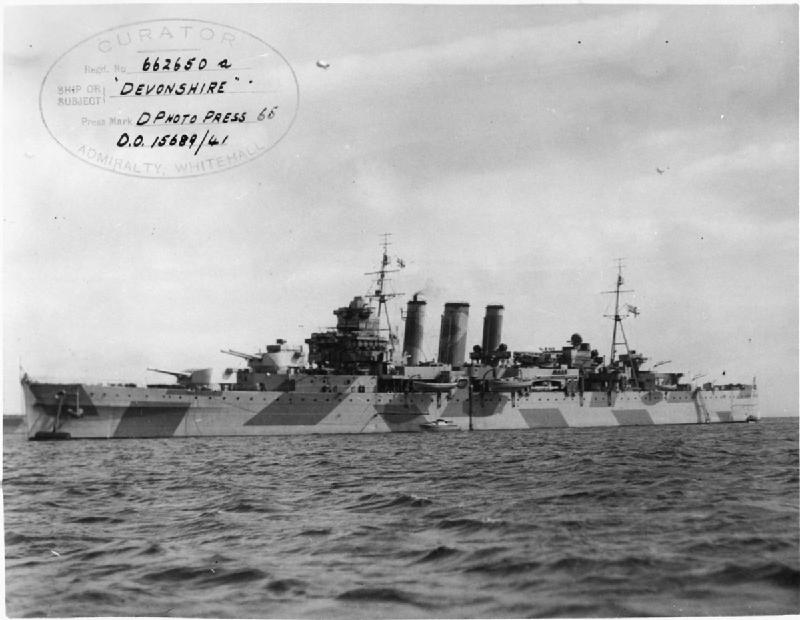
HMS Devonshire

HMS Devonshire (39) was een zware kruiser van de County–klasse van de Royal Navy uit de Tweede Wereldoorlog. Het schip werd gebouwd door de marinewerf te Portsmouth. Het werd op 22 oktober 1927 te water gelaten en op 18 maart 1929 in dienst gesteld. 

## Geschiedenis
HMS Devonshire behoorde tot 1932 bij het Eerste Kruiser Eskader van de Britse Middellandse Zee Vloot. Daarna diende de kruiser tot 1933 in het China Station. Hierna maakte ze tot 1939 opnieuw deel uit van de Middellandse Zee Vloot. Tijdens de Spaanse Burgeroorlog werd de overgave van het eiland Minorca op de Devonshire ondertekend. De Devonshire werd ook ingezet voor de evacuatie van vooraanstaande Spaanse Republikeinen. 
In 1940 werd de kruiser het vlaggenschip van John H. D. Cunningham en nam het schip deel aan de Noorse campagne. Op 7 juni 1940 werd ze ingezet voor de evacuatie van de Noorse koninklijke familie en het Noorse kabinet vanuit Tromsø. Het schip nam in augustus 1940 deel aan de aanval op Dakar, Operatie Menace. Ze kwam in actie tegen Franse oorlogsschepen en kustbatterijen in en rond de haven van Dakar. Na deze actie werd het schip ingezet voor operaties tegen Vichy-Franse gebieden in Afrika. Ze was ook betrokken bij de jacht op het Duitse schip HSK Kormoran. Het schip maakte daarna tot september 1941 deel uit van de Home Fleet.
Van januari tot maart 1942 lag ze voor onderhoud in dok in Norfolk, Virginia. Daarna maakte het schip tot mei 1943 deel uit van de Eastern Fleet in de Indische Oceaan. De kruiser escorteerde troepentransporten van de ANZAC van Suez naar Australië. In mei 1942 nam de Devonshire deel aan Operatie Ironclad, de geallieerde invasie van Madagaskar. Het schip lag wederom in dok voor onderhoud tot maart 1944 en werd daarna gestationeerd bij de Home Fleet. Ze nam tot 1945 deel aan aanvallen op de Noorse kust. 
De HMS Devonshire bracht de Noorse koning Haakon VII terug naar Noorwegen en kwam op 7 juni 1945 in Oslo aan. 
Na de oorlog werd het schip in 1947 omgebouwd tot schoolschip.  Ze werd in 1953 uit dienst gesteld, op 16 juni 1954 verkocht en uiteindelijk op 12 december 1954 gesloopt.

## Trivia
In juni 1941 bracht HMS Devonshire in de buurt van de Faeröer het onder Panamese vlag varende vrachtschip St-Cergue op en escorteerde het naar Tórshavn, waar ze  Engelandvaarders Erik Hazelhoff Roelfzema, Bram van der Stok, Peter Tazelaar, Toon Buitendijk en Gerard Volkersz aan boord namen.